# NSWRL 1933
Die NSWRL 1933 war die 26. Saison der New South Wales Rugby League Premiership, der ersten australischen Rugby-League-Meisterschaft. Den ersten Platz nach Ende der regulären Saison belegten die Newtown Jets. Diese gewannen im Finale 18:5 gegen die St. George Dragons und gewannen damit zum zweiten Mal die NSWRL.

## Tabelle
|     | Team                    | Spiele | Siege | Unent. | Ndlg. | Spiel- punkte | Diff. | Tabellen- punkte |
| --- | ----------------------- | ------ | ----- | ------ | ----- | ------------- | ----- | ---------------- |
| 01. | Newtown Jets            | 14     | 9     | 0      | 5     | 183:125       | + 58  | 18               |
| 02. | Eastern Suburbs         | 14     | 8     | 1      | 5     | 224:169       | + 55  | 17               |
| 03. | South Sydney Rabbitohs  | 14     | 8     | 1      | 5     | 182:177       | + 5   | 17               |
| 04. | St. George Dragons      | 14     | 8     | 0      | 6     | 165:174       | - 9   | 16               |
| 05. | Balmain Tigers          | 14     | 5     | 3      | 6     | 187:210       | - 23  | 13               |
| 06. | Sydney University       | 14     | 5     | 1      | 8     | 218:216       | + 2   | 11               |
| 07. | North Sydney Bears      | 14     | 5     | 1      | 8     | 136:188       | - 52  | 11               |
| 08. | Western Suburbs Magpies | 14     | 4     | 1      | 9     | 210:246       | - 36  | 9                |

## Playoffs

### Halbfinale
| 26. August | Newtown Jets   | 17 : 12 | South Sydney Rabbitohs | Sydney Sports Ground, Sydney Zuschauer: 15.217 Schiedsrichter: Bill Fry |
| 26. August | (10:5) Bericht |         |                        | Sydney Sports Ground, Sydney Zuschauer: 15.217 Schiedsrichter: Bill Fry |

| 2. September | St. George Dragons | 13 : 10 | Eastern Suburbs | Sydney Sports Ground, Sydney Zuschauer: 13.918 Schiedsrichter: Bill Fry |
| 2. September | (7:2) Bericht      |         |                 | Sydney Sports Ground, Sydney Zuschauer: 13.918 Schiedsrichter: Bill Fry |

### Grand Final
| 9. September | Newtown Jets                                                          | 18 : 5        | St. George Dragons                          | Sydney Sports Ground, Sydney Zuschauer: 18.080 Schiedsrichter: Bill Fry |
| 9. September | Versuche: Griffiths (2), Braybrook, Gartner Erhöhungen: Gilmore (3/4) | (5:5) Bericht | Versuche: Fairall Erhöhungen: Kadwell (1/1) | Sydney Sports Ground, Sydney Zuschauer: 18.080 Schiedsrichter: Bill Fry |

| 1  | Tom Ellis         |
| 2  | Joe Gartner       |
| 3  | Alf Griffiths     |
| 4  | Frank Gilmore     |
| 5  | Garnet Braybrook  |
| 6  | Keith Ellis       |
| 7  | Hans Mork         |
| 8  | Jack Thornton     |
| 9  | Les Bull          |
| 10 | Alf Smith         |
| 11 | Henry Porter      |
| 12 | Clarrie Stevenson |
| 13 | Clarrie Tupper    |

| 1  | Stan Robinson     |
| 2  | Len Brennan       |
| 3  | Max Hollingsworth |
| 4  | Norm Tipping      |
| 5  | Bernie Martin     |
| 6  | Richard Daley     |
| 7  | Harry Kadwell     |
| 8  | Tom Killiby       |
| 9  | Alan Woods        |
| 10 | Jim Rutherford    |
| 11 | Tom Haywood       |
| 12 | Percy Fairall     |
| 13 | Alan Sprouster    |